# Проклова, Александра Александровна
Александра Александровна Проклова (род. 5 апреля 2000, Москва) — российская фигуристка, выступавшая в одиночном катании. Победительница финала Кубка России (2015). Мастер спорта России (2015).

## Карьера
Родилась в спортивной семье. Отец — чемпион СССР по регби, мать — поклонница фигурного катания. Александра встала на коньки в четыре года. Много лет занималась в московской школе ЦСКА. До 2009 года тренировалась у Оксаны Ляшневской, после чего перешла к Инне Гончаренко, под руководством которой каталась на протяжении шести сезонов. Победительница ряда детских и юниорских первенств Москвы и России. Триумфатор юниорского Гран-при в Чехии 2013 года.
На взрослом чемпионате России в 2014 году заняла четвёртое место, уступив лишь будущим олимпийским чемпионкам Аделине Сотниковой и Юлии Липницкой, а также чемпионке мира среди юниоров Елене Радионовой. Затем завоевала бронзу на юниорском первенстве России 2014 года, что соответствовало критериям отбора на юниорский чемпионат мира. Но по решению Федерации фигурного катания была заменена Еленой Радионовой, которая участия в Первенстве не принимала по состоянию здоровья.
На подготовительных сборах перед сезонов 2014/15 годов Проклова получила травму — перелом ноги. Вернувшись на лёд после восстановления, она завоевала две бронзы на этапах юниорского Гран-при. Чего в конечном счёте не хватило для попадания в финал серии. Кроме этого, стала победительницей Европейского юношеского Олимпийского фестиваля. На чемпионате России страны заняла двенадцатое место. Но затем выиграла одно из заключительных соревнований сезона — финал Кубка России.
В марте 2015 года поменяла тренера, перейдя от Инны Гончаренко к Елене Буяновой. Проклова была заявлена на турниры юниорского Гран-при, которые проходили осенью 2015 года, но снялась со стартов по состоянию здоровья. После чего завершила карьеру в одиночном катании. В сезоне 2016/17 тренировалась в парном катании с Андреем Депутатом, но на соревновательный лёд пара не выходила.
По окончании карьеры фигуристки стала тренером по фигурному катанию.

## Программы
| Сезон     | Короткая программа      | Произвольная программа      |
| --------- | ----------------------- | --------------------------- |
| 2014—2015 | Шпион (саундтрек)       | Жар-Птица Игорь Стравинский |
| 2013—2014 | Дон Кихот Людвиг Минкус | Бахрейн (Восточная мелодия) |

## Результаты
| Соревнования                | 13/14                       | 14/15                       |                             |                             |                             |                             |                             |                             |                             |                             |                             |                             |                             |                             |                             |                             |                             |                             |
| Международные среди юниоров | Международные среди юниоров | Международные среди юниоров | Международные среди юниоров | Международные среди юниоров | Международные среди юниоров | Международные среди юниоров | Международные среди юниоров | Международные среди юниоров | Международные среди юниоров | Международные среди юниоров | Международные среди юниоров | Международные среди юниоров | Международные среди юниоров | Международные среди юниоров | Международные среди юниоров | Международные среди юниоров | Международные среди юниоров | Международные среди юниоров |
| --------------------------- | --------------------------- | --------------------------- | --------------------------- | --------------------------- | --------------------------- | --------------------------- | --------------------------- | --------------------------- | --------------------------- | --------------------------- | --------------------------- | --------------------------- | --------------------------- | --------------------------- | --------------------------- | --------------------------- | --------------------------- | --------------------------- |
| Финал Гран-при              | 5                           |                             |                             |                             |                             |                             |                             |                             |                             |                             |                             |                             |                             |                             |                             |                             |                             |                             |
| Гран-при Чехии              | 1                           |                             |                             |                             |                             |                             |                             |                             |                             |                             |                             |                             |                             |                             |                             |                             |                             |                             |
| Гран-при Словакии           | 2                           |                             |                             |                             |                             |                             |                             |                             |                             |                             |                             |                             |                             |                             |                             |                             |                             |                             |
| Гран-при Хорватии           |                             | 3                           |                             |                             |                             |                             |                             |                             |                             |                             |                             |                             |                             |                             |                             |                             |                             |                             |
| Гран-при Германии           |                             | 3                           |                             |                             |                             |                             |                             |                             |                             |                             |                             |                             |                             |                             |                             |                             |                             |                             |
| ЕЮОФ                        |                             | 1                           |                             |                             |                             |                             |                             |                             |                             |                             |                             |                             |                             |                             |                             |                             |                             |                             |
| Национальные                |                             |                             |                             |                             |                             |                             |                             |                             |                             |                             |                             |                             |                             |                             |                             |                             |                             |                             |
| Финал Кубка России          |                             | 1                           |                             |                             |                             |                             |                             |                             |                             |                             |                             |                             |                             |                             |                             |                             |                             |                             |
| Чемпионат России            | 4                           | 12                          |                             |                             |                             |                             |                             |                             |                             |                             |                             |                             |                             |                             |                             |                             |                             |                             |
| Первенство России           | 3                           |                             |                             |                             |                             |                             |                             |                             |                             |                             |                             |                             |                             |                             |                             |                             |                             |                             |